# Cliniodes latipennis
Cliniodes latipennis là một loài bướm đêm trong họ Crambidae.